# Bernie Worrell
George Bernard "Bernie" Worrell, Jr. (Long Branch, Nueva Jersey, 19 de abril de 1944-24 de junio de 2016) fue un teclista y compositor estadounidense conocido por su trabajo con los grupos Parliament-Funkadelic y Talking Heads. Worrell luchó contra un cáncer de pulmón en estado cuatro y su esposa emitió un comunicado el 16 de junio de 2016, que estaba cerca de la muerte. Murió ocho días más tarde.

## Equipo
- Piano Steinway
- Órgano eléctrico Hammond B-3
- Teclado de cuerdas ARP Solina String Ensemble.
- Clavinet Hohner D6.
- Pedal Wah-wah
- Sintetizadores como el Minimoog, ARP Pro-soloist, Sequential Prophet 5, Yamaha DX7, Moog Voyager.

## Discografía

### Álbumes en solitario
- 1978: All the Woo in the World
- 1990: B.W. Jam (Rock the House)
- 1991: Funk of Ages
- 1993: Pieces Of Woo: The Other Side
- 1993: Blacktronic Science
- 1997: Free Agent: A Spaced Odyssey
- 2007: Improvisczario

### Álbumes en grupo seleccionados
- 1970: Osmium de Parliament
- 1970: Funkadelic de Funkadelic
- 1971: Maggot Brain de Funkadelic
- 1972: America Eats Its Young de Funkadelic
- 1974: Up for the Down Stroke de Parliament
- 1977: Funkentelechy Vs. the Placebo Syndrome de Parliament
- 1982: The Name of This Band Is Talking Heads de Talking Heads
- 1983: Speaking in Tongues de Talking Heads
- 1984: Stop Making Sense de Talking Heads
- 1984: Fred Schneider & the Shake Society de Fred Schneider
- 1992: Transmutation (Mutatis Mutandis) de Praxis
- 1993: Every Silver Lining Has a Cloud de Julian Schnabel
- 1999: Unison de Shin Terai
- 2004: The Big Eyeball in the Sky de Colonel Claypool's Bucket of Bernie Brains
- 2006: Gold & Wax de Gigi
- 2007: Lightyears de Shin Terai
- 2007: Tennessee 2004 de Praxis
- 2007: Turn My Teeth Up! de Baby Elephant
- 2008: Profanation de Praxis
- 2008: Living on Another Frequency de Science Faxtion
- 2008: A New Mind de Activities of Dust